# پادگان شهیدیونسی بختونکلا
پادگان شهیدیونسی بختونکلا، روستایی از توابع بخش نارنجستان شهرستان سوادکوه شمالی در استان مازندران ایران است.

## جمعیت
این روستا در دهستان چای‌باغ قرار دارد و براساس سرشماری مرکز آمار ایران در سال ۱۳۸۵، جمعیت آن ۱۷ نفر (۶خانوار) بوده‌است.